# Skate Canada International de 2010
O Skate Canada International de 2010 foi a trigésima sétima edição do Skate Canada International, um evento anual de patinação artística no gelo organizado pelo Skate Canada, e que fez parte do Grand Prix de 2010–11. A competição foi disputada entre os dias 29 de outubro e 31 de outubro, na cidade de Kingston, Ontário, Canadá.

## Eventos
- Individual masculino
- Individual feminino
- Duplas
- Dança no gelo

## Medalhistas
| Evento                        | Ouro                                             | Prata                                            | Bronze                                         |
| Individual masculino detalhes | Patrick Chan · Canadá                            | Nobunari Oda · Japão                             | Adam Rippon · Estados Unidos                   |
| Individual feminino detalhes  | Alissa Czisny · Estados Unidos                   | Ksenia Makarova · Rússia                         | Amélie Lacoste · Canadá                        |
| Duplas detalhes               | Lubov Iliushechkina · Nodari Maisuradze · Rússia | Kirsten Moore-Towers · Dylan Moscovitch · Canadá | Paige Lawrence · Rudi Swiegers · Canadá        |
| Dança no gelo detalhes        | Vanessa Crone · Paul Poirier · Canadá            | Sinead Kerr · John Kerr · Grã-Bretanha           | Madison Chock · Greg Zuerlein · Estados Unidos |

## Resultados

### Individual masculino
| Pos.              | Nome                 | Nacionalidade  | Pontos | PC         | PL          |
| ----------------- | -------------------- | -------------- | ------ | ---------- | ----------- |
| Medalha de ouro   | Patrick Chan         | Canadá         | 239.52 | 73.20 (4)  | 166.32 (1)  |
| Medalha de prata  | Nobunari Oda         | Japão          | 236.52 | 81.37 (1)  | 155.15 (3)  |
| Medalha de bronze | Adam Rippon          | Estados Unidos | 233.04 | 77.53 (3)  | 155.51 (2)  |
| 4                 | Kevin Reynolds       | Canadá         | 218.65 | 80.09 (2)  | 138.56 (6)  |
| 5                 | Javier Fernández     | Espanha        | 210.85 | 66.74 (6)  | 144.11 (4)  |
| 6                 | Alban Préaubert      | França         | 209.05 | 69.71 (5)  | 139.34 (5)  |
| 7                 | Artur Gachinski      | Rússia         | 204.08 | 66.57 (7)  | 137.51 (7)  |
| 8                 | Jeremy Ten           | Canadá         | 191.86 | 60.70 (9)  | 131.16 (8)  |
| 9                 | Yasuharu Nanri       | Japão          | 188.96 | 61.00 (8)  | 127.96 (9)  |
| 10                | Grant Hochstein      | Estados Unidos | 181.65 | 56.98 (12) | 124.67 (10) |
| 11                | Kristoffer Berntsson | Suécia         | 175.84 | 57.49 (11) | 118.35 (11) |
| 12                | Paolo Bacchini       | Itália         | 167.60 | 59.78 (10) | 107.82 (12) |

### Individual feminino
| Pos.              | Nome              | Nacionalidade  | Pontos | PC         | PL         |
| ----------------- | ----------------- | -------------- | ------ | ---------- | ---------- |
| Medalha de ouro   | Alissa Czisny     | Estados Unidos | 172.37 | 55.95 (4)  | 116.42 (1) |
| Medalha de prata  | Ksenia Makarova   | Rússia         | 165.00 | 57.90 (2)  | 107.10 (2) |
| Medalha de bronze | Amélie Lacoste    | Canadá         | 157.26 | 55.30 (5)  | 101.96 (4) |
| 4                 | Cynthia Phaneuf   | Canadá         | 156.24 | 58.24 (1)  | 98.00 (7)  |
| 5                 | Haruka Imai       | Japão          | 154.54 | 52.52 (6)  | 102.02 (3) |
| 6                 | Agnes Zawadzki    | Estados Unidos | 154.35 | 56.29 (3)  | 98.06 (6)  |
| 7                 | Myriane Samson    | Canadá         | 152.05 | 51.62 (7)  | 100.43 (5) |
| 8                 | Valentina Marchei | Itália         | 137.78 | 45.57 (9)  | 92.21 (8)  |
| 9                 | Fumie Suguri      | Japão          | 132.84 | 48.17 (8)  | 84.67 (10) |
| 10                | Sonia Lafuente    | Espanha        | 131.20 | 42.76 (10) | 88.44 (9)  |
| 11                | Alexe Gilles      | Estados Unidos | 125.64 | 41.02 (11) | 84.62 (11) |
| WD                | Sarah Meier       | Suíça          | —      | — (WD)     |            |

### Duplas
| Pos.              | Nome                                    | Nacionalidade  | Pontos | PC        | PL         |
| ----------------- | --------------------------------------- | -------------- | ------ | --------- | ---------- |
| Medalha de ouro   | Lubov Iliushechkina / Nodari Maisuradze | Rússia         | 171.40 | 60.72 (1) | 110.68 (2) |
| Medalha de prata  | Kirsten Moore-Towers / Dylan Moscovitch | Canadá         | 170.92 | 53.68 (5) | 117.24 (1) |
| Medalha de bronze | Paige Lawrence / Rudi Swiegers          | Canadá         | 161.15 | 56.14 (3) | 105.01 (3) |
| 4                 | Marissa Castelli / Simon Shnapir        | Estados Unidos | 159.85 | 56.34 (2) | 103.51 (5) |
| 5                 | Meagan Duhamel / Eric Radford           | Canadá         | 158.53 | 54.80 (4) | 103.73 (4) |
| 6                 | Britney Simpson / Nathan Miller         | Estados Unidos | 134.05 | 46.39 (6) | 87.66 (6)  |
| 7                 | Dong Huibo / Wu Yiming                  | China          | 129.26 | 43.53 (7) | 85.73 (7)  |
| 8                 | Stacey Kemp / David King                | Reino Unido    | 125.52 | 43.50 (8) | 82.02 (8)  |

### Dança no gelo
| Pos.              | Nome                                | Nacionalidade  | Pontos | DC        | DL        |
| ----------------- | ----------------------------------- | -------------- | ------ | --------- | --------- |
| Medalha de ouro   | Vanessa Crone / Paul Poirier        | Canadá         | 154.42 | 62.95 (2) | 91.47 (1) |
| Medalha de prata  | Sinead Kerr / John Kerr             | Reino Unido    | 149.80 | 62.96 (1) | 86.84 (3) |
| Medalha de bronze | Madison Chock / Greg Zuerlein       | Estados Unidos | 139.05 | 54.19 (4) | 84.86 (4) |
| 4                 | Alexandra Paul / Mitchell Islam     | Canadá         | 138.16 | 50.55 (6) | 87.61 (2) |
| 5                 | Pernelle Carron / Lloyd Jones       | França         | 136.03 | 54.43 (3) | 81.60 (5) |
| 6                 | Kristina Gorshkova / Vitali Butikov | Rússia         | 127.45 | 51.56 (5) | 75.89 (6) |
| 7                 | Sarah Arnold / Justin Trojek        | Canadá         | 107.64 | 40.07 (8) | 67.57 (7) |
| 8                 | Stefanie Frohberg / Tim Giesen      | Alemanha       | 105.10 | 43.00 (7) | 62.10 (8) |
| 9                 | Rachel Tibbetts / Collin Brubaker   | Estados Unidos | 95.86  | 36.88 (9) | 58.98 (9) |

## Quadro de medalhas
| Ordem | País           | Medalha de ouro | Medalha de prata | Medalha de bronze |    | Ordem por total |
| ----- | -------------- | --------------- | ---------------- | ----------------- | -- | --------------- |
| 1     | Canadá         | 2               | 1                | 2                 | 5  | 1               |
| 2     | Rússia         | 1               | 1                |                   | 2  | 3               |
| 3     | Estados Unidos | 1               |                  | 2                 | 3  | 2               |
| 4     | Japão          |                 | 1                |                   | 1  | 4               |
| 5     | Reino Unido    |                 | 1                |                   | 1  | 4               |
| TOTAL | TOTAL          | 4               | 4                | 4                 | 12 | —               |